# 徐州之戰
徐州之戰，是東漢末年在官渡之戰的前哨戰，曹操親自征討再度取得徐州的劉備。此戰曹操迅速擊潰劉備，避免了在官渡之戰中被夾擊的局面。
建安四年（199年）十二月，正當曹操部署對冀州牧袁紹對戰的時候，原本依附曹操的劉備偷襲斬殺徐州刺史車冑，又擊敗曹操派去討伐的司馬長史劉岱的軍隊，佔據徐州、下邳等地，背叛曹操，響應袁紹。
建安五年（200年）正月，車騎將軍董承等企圖刺殺曹操的計劃洩露，董承、王服、種輯皆被屠滅三族，唯參與密謀的劉備僥倖逃脫，且勢力越來越大。曹操欲親自征討劉備，部將們擔心袁紹從背後攻擊。謀士郭嘉認為，袁紹遲鈍多疑，不會立即來攻。劉備新起，眾心未附，正是迅速進攻，將其擊敗的時機。曹操為剪除後患，遂親率大軍東征劉備。冀州別駕田豐勸說袁紹，乘機襲擊曹操後方，袁紹卻以幼子病重為由不肯出兵。劉備驚悉曹操軍將至，親率數十騎出城觀察，果然望見曹軍旌旗，只得倉猝應戰，被曹軍擊潰，劉備妻子被俘。曹操接著攻陷下邳，迫降劉備部將關羽，又進擊依附劉備的昌豨等，將其擊破。劉備逃到鄴城投奔袁紹，逐漸收集潰散的殘兵敗將，成為袁紹大舉攻打曹操的力量。